# 默爾迪恩斯泰申 (密西西比州)
默爾迪恩斯泰申（英語：Meridian Station）是位於美國密西西比州勞德代爾縣的普查規定居民點。

## 人口
根據2020年美國人口普查的數據，默爾迪恩斯泰申的面積為4.41平方千米，當中陸地面積為4.29平方千米，而水域面積為0.12平方千米。當地共有人口581人，而人口密度為每平方千米131.75人。